# Syntermitoxenia
Syntermitoxenia är ett släkte av tvåvingar. Syntermitoxenia ingår i familjen puckelflugor.
Kladogram enligt Catalogue of Life:
| Syntermitoxenia | \| \| Syntermitoxenia apiogaster \| \| \| \| \| \| Syntermitoxenia extra \| \| \| \| \| \| Syntermitoxenia jaegerskioeldi \| \| \| \| \| \| Syntermitoxenia pseudonanna \| \| \| \| \| \| Syntermitoxenia rybalovi \| \| \| \| |
|                 | \| \| Syntermitoxenia apiogaster \| \| \| \| \| \| Syntermitoxenia extra \| \| \| \| \| \| Syntermitoxenia jaegerskioeldi \| \| \| \| \| \| Syntermitoxenia pseudonanna \| \| \| \| \| \| Syntermitoxenia rybalovi \| \| \| \| |
|                 | Syntermitoxenia apiogaster |
|                 | |
|                 | Syntermitoxenia extra |
|                 | |
|                 | Syntermitoxenia jaegerskioeldi |
|                 | |
|                 | Syntermitoxenia pseudonanna |
|                 | |
|                 | Syntermitoxenia rybalovi |
|                 | |